# Calloristus granipes
Calloristus granipes is een hooiwagen uit de familie Trionyxellidae. De wetenschappelijke naam van Calloristus granipes gaat terug op Roewer.